# Enugu Rangers International FC
L'Enugu Rangers International FC és un club de futbol nigerià de la ciutat d'Enugu.
És un dels dos clubs nigerians que mai han baixat a la segona divisió nigeriana de futbol (juntament amb el Heartland FC). Va ser fundat el 1970 i fundador de la lliga nigeriana. Rangers first international tournament ended in defeat in the quarterfinal rounds, losing 0-3 on aggregate to ASEC Mimosas.

## Palmarès
- Lliga nigeriana de futbol:[6]
  - 1974, 1975, 1977, 1981, 1982, 1984, 2016

- Copa nigeriana de futbol:[7]
  - 1974, 1975, 1976, 1981, 1983, 2018

- Supercopa nigeriana de futbol:
  - 2004

- Recopa africana de futbol:
  - 1977

- Finalista de la Lliga de Campions de la CAF:
  - 1975

## Jugadors destacats
- Christian Chukwu
- Jay-Jay Okocha
- John Utaka
- Taribo West
- Onyekachi Apam
- Michael Emenalo
- Joseph Enakarhire
- Sam Okoye
- Okey Odita
- Sam Ledor
- Ekene Emigo
- Imadu Dooyum
- Chukwuma Akabueze
- Emmanuel Okala
- Aloysius Atuegbu
- Adokie Amiesimaka
- Davidson Owumi
- Patrick Okala
- Patrick Ekeji
- Donald Igwebuike
- Dominic Ezeani
- Daniel Olerum
- Charles Okonkwo
- Nduka Ozokwo
- Kenneth Boardman
- David Ngodigha
- Dominic Nwobodo
- Alex Nwosu
- Ifeanyi Onyedika
- Eloka Asokuh
- Otegheri Igho
- Ebenezer Ojo
- Bob Usim
- Romanus Orjinta
- Haruna Doda
- Kenneth Zeigbo
- Emeka Ezeugo
- Amaechi Otti
- Ikechukwu Ofoje
- Golden Ajeboh
- Charles Nduka
- Ogechukwu Ajah
- Dotun Alatishe
- Okwuchukwu Obiora
- Edward Ofere